# ترانکاندال
ترانکاندال (به لاتین: Terankandal) یک منطقهٔ مسکونی در سری‌لانکا است که در استان شمالی (سری‌لانکا) واقع شده‌است.